# Rouge de Falun
Pour les articles homonymes, voir Falun (homonymie).

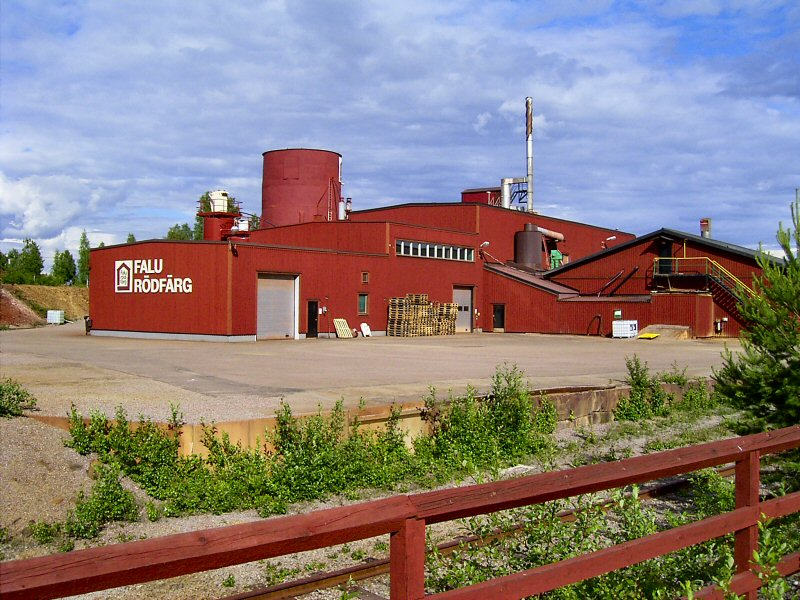
L'Usine du rouge de Falun, à Falun.

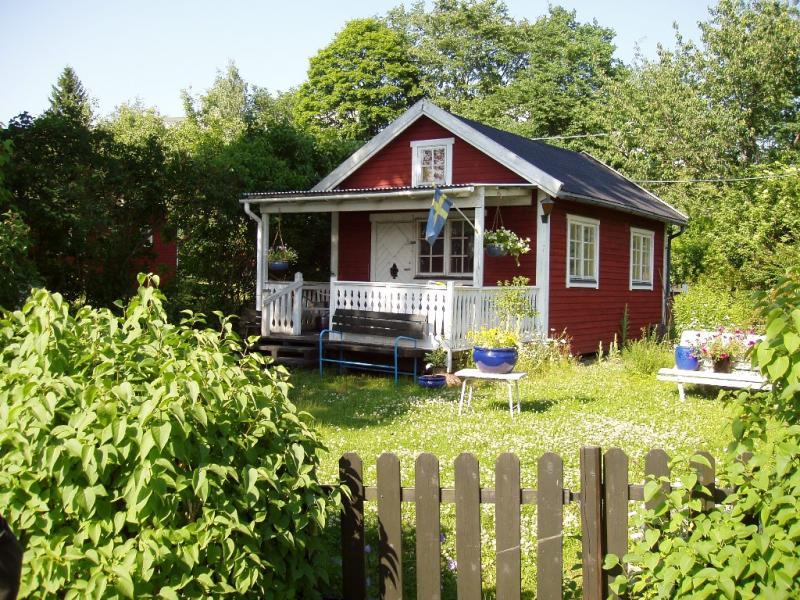
Maison en bois suédoise peinte en rouge de Falun.

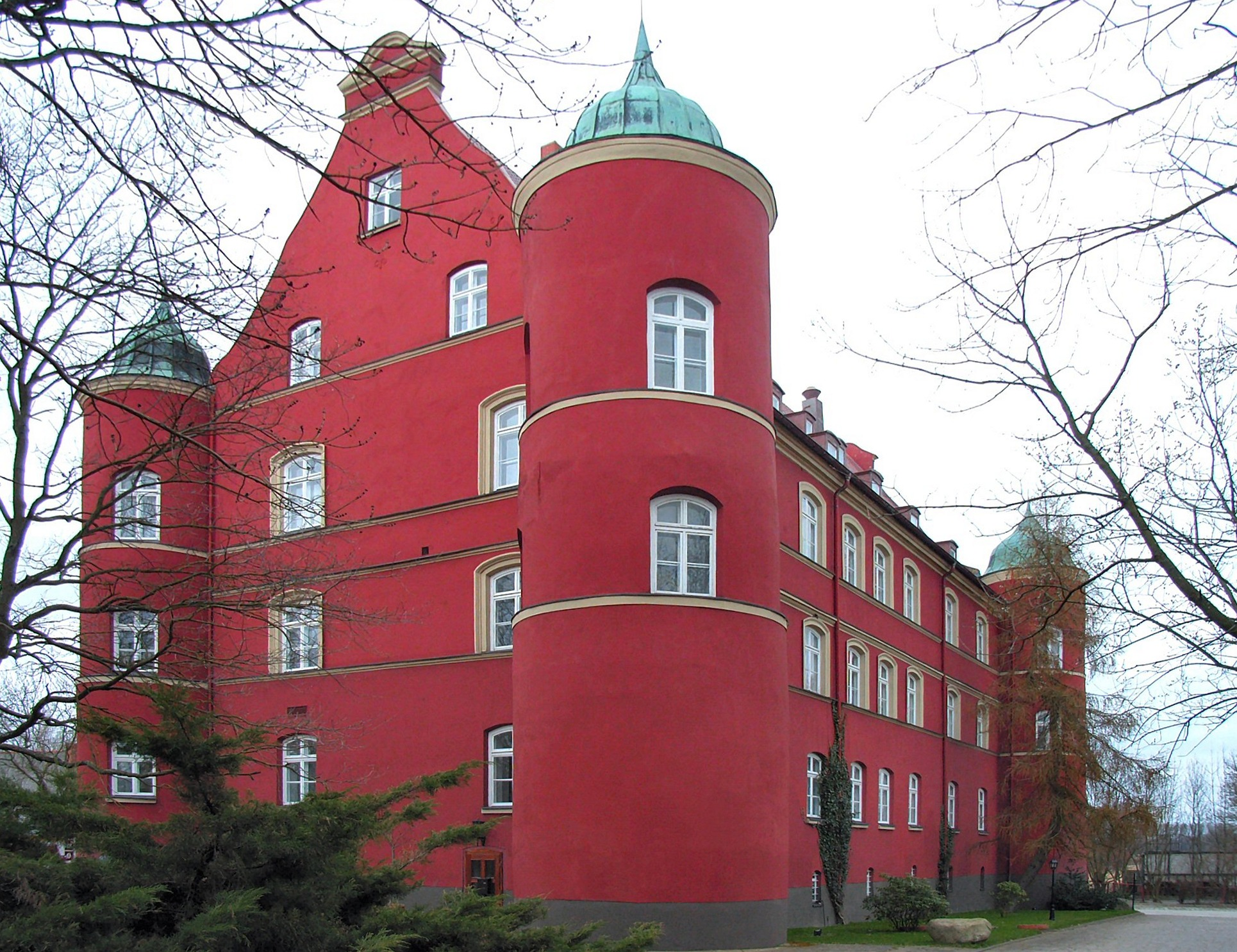
Château de Spyker en Poméranie.

Le rouge de Falun (en suédois : Falu rödfärg [ˈfɑːlɵ ˈrøːfærj]) ou peinture de Falun est une peinture dont le pigment est fabriqué à partir des scories de la mine de cuivre de Falun. Le minerai est cuit à haute température dans des fours qui, selon le temps de cuisson, donnent un pigment qui va du rouge au noir. Le minerai qui contient des particules de différents métaux a des propriétés biocides intéressantes qui protègent les bois traités contre les mousses et les insectes xylophages. Ce temps de cuisson rend cette peinture plus durable et résistante que les recettes artisanales à base d'ocres et de sulfate de fer. Le pigment permettant de préparer la peinture de Falun n'est plus commercialisé non mélangé sous forme de poudre en raison de directives sanitaires européennes. Elle est donc vendue directement mélangée en bidon sous forme de pâte liquide épaisse, dans un mélange de pigment, d'huile de lin cuite (nuance importante), d'eau et de farine.  
Elle est très utilisée en Suède où les maisons traditionnelles en bois sont bien souvent peintes avec cette couleur. Son usage a essaimé dans les autres pays nordiques, dont la Finlande, ainsi qu'en Amérique du Nord où bon nombre de granges en sont peintes.
En Finlande, elle est connue sous les noms de punamultamaali (peinture à la terre rouge) ou de keittomaali (peinture cuisinée) en raison de son mode de fabrication.
En France, on utilise souvent le nom de badigeon rouge suédois ou de porridge.
C'est une peinture rustique, bon marché et facile à fabriquer et à entretenir. Elle a une très bonne tenue sur les bois rugueux. On ne l'emploie normalement pas sur les autres supports. Elle peut s'éliminer avec une brosse humide.

## Recettes
Les variantes sont innombrables dans les quantités ou l'ajout d'ingrédients. C'est une peinture cuisinée, c'est-à-dire qu'il va falloir chauffer les ingrédients et en surveiller la cuisson à petit feu. On la prépare toujours en grande quantité dans un bidon que l'on chauffe sur un réchaud ou un feu de bois. On l'utilise le lendemain, lorsqu'elle a refroidi, de préférence un jour couvert mais sans pluie.

### Sans huile de lin
- 50 litres d'eau
- 2 kg de sulfate de fer
- 4 kg de farine de seigle
- 8 kg d'ocre rouge ou de pigment de Falun.

Faire chauffer 40 litres d'eau dans un fût métallique.
Dans les 10 litres restant, délayer la farine de seigle qui servira de liant.
Ajouter le sulfate de fer dans l'eau en cours de chauffe. Il agit comme mordant et fongicide.
Verser la bouillie de farine de seigle dans l'eau chaude.
Faire cuire le tout en remuant sans cesse jusqu'à ce que la préparation devienne gluante.
En dernier lieu ajouter l'ocre rouge qui servira de pigment et faire mijoter en remuant jusqu'à ce que la peinture devienne homogène.
Sous cette forme, la peinture doit être utilisée très rapidement, en général le lendemain, une fois refroidie.
Elle est réversible, c'est-à-dire qu'elle se ramollira si elle est mouillée pour durcir à nouveau en séchant et elle est susceptible d'être délavée en cas de pluie battante.

### Avec huile de lin (la plus résistante)
Ajouter 3 litres d'huile de lin en cours de cuisson, avant le pigment et continuer la cuisson comme ci-dessus.
L'huile de lin améliore la tenue sur des bois lisses (rabotés) et limite la tendance au délavage mais augmente le prix.
Si on veut conserver la peinture quelques semaines, on ajoute 70 grammes de sel sous peine de la voir moisir.

### Variante
En employant de l'ocre jaune comme pigment, on obtient la peinture employée sur les maisons de maître.
Le blanc de zinc donne la couleur des encadrements et des menuiseries.

### Application
L'application est très simple et se fait à la brosse à badigeon sur bois brut après l'avoir brossé.

## Code des couleurs
Les pays nordiques respectent un code des couleurs pour la peinture des bâtiments rustiques :
- Le rouge pour les petites maisons, les annexes, les granges, les étables, etc.
- Le jaune pour les maisons cossues.
- Le blanc pour les encadrements, les menuiseries, les angles des murs, les planches de rive.
- Le vert sapin pour les portes de granges et d'annexes.

## Sources
- Perinnemaalien valmistus : plaquette éditée par le lycée professionnel d'Ikaalinen traitant des peintures traditionnelles.
- Perinnemaalit, Risto Vuolle-Apiala, Rakennusalan kustantajat RAK, 1997  (ISBN 951-664-004-4).
- Le Journal du bois no 52, mai-juin 1999  (ISSN 1154-6123).